# ساندرا بودن
ساندرا بودن (بالإنجليزية: Sandra Bowden)‏ هي رسامة أمريكية، ولدت في 1943.